# رحمان قلی سیدی
رحمان قلی سیدی سیاست‌مدار ایرانی بود، که در دوره بیست و چهارم مجلس شورای ملی بعنوان نماینده گرگان از استان گلستان در مجلس شورای ملی حضور داشت.